# Gavin Schmitt
Pour les articles homonymes, voir Schmitt.
Gavin Schmitt est un joueur de volley-ball canadien né à Saskatoon (Saskatchewan). Il mesure 2,05 m et joue attaquant. Il totalise 40 sélections en équipe du Canada. Pour la saison 2018-2019, il joue dans l'équipe grecque de l'Olympiakós Le Pirée.

## Clubs
| Club                      | Pays         | De        | À         |
| ------------------------- | ------------ | --------- | --------- |
| Ethnikós Alexandroúpolis  | Grèce        | 2007-2008 | 2007-2008 |
| Arago de Sète             | France       | 2008-2009 | 2008-2009 |
| Daejeon Samsung Bluefangs | Corée du Sud | 2009-2010 | 2011-2012 |
| Iskra Odintsovo           | Russie       | 2012-2013 | 2012-2013 |
| Arkas Spor                | Turquie      | 2013-2014 | 2014-2015 |
| Funvic Taubaté            | Brésil       | 2015-2016 | 2015-2016 |
| Asseco Resovia Rzeszow    | Pologne      | 2016-2017 | 2016-2017 |
| Toray Arrows Mishima      | Japon        | 2017-2018 | 2017-2018 |
| Olympiakós Le Pirée       | Grèce        | 2018-2019 | 2018-2019 |
| Suwon KEPCO Vixtorm       | Corée du Sud | 2019-2020 |           |

## Palmarès
Néant.